# George William Harper
George William Harper (Chicago, 1927. január 1. –) amerikai csillagász, tudományos-fantasztikus író.

## Élete
1963 májusában  az Analog Science Fiction and Fact című lap munkatársa volt, irodalmi adatokat tett közzé a kor fantasztikus íróiról. Első széporodalmi próbálkozása az Analog-ban 1979 májusában megjelent A Twice-Toed Tale című elbeszélés volt. Első önálló regénye, a Gypsy Earth (1982), egy klasszikus űropera, a sci-fi klasszikus mestereinek stílusában. A műben a Föld csaknem teljesen elpusztul, a túlélők üreges aszteroidákban élnek, de végül felkelést szítanak és bosszút állnak az idegeneken, s az emberiség túléli az inváziót. 1990-ben a Madummudra's World című írása után csaknem két évtizedre elhallgatott, mint fantasztikus szerző. 2013-ban jelent meg magánkiadásban az Archie and the First National című fantasy-regénye, valamint a hosszú Wilderness Millennia-sorozat első kötete, a Pod 11. Ezeket a John Sixtyacre-sorozat követte, amely időutazással foglalkozik, ennek első kötete a 2016-ban megjelent John Sixtyacre: Part I. Magyarul egyetlen elméleti írása jelent meg a Galaktika 14. számában 1975-ben Kohoutek – egy kudarc, amely nem volt kudarc címmel.